# Bawdy Festival
Bawdy Festival era un grupo de nu-metal de Pontault-Combault ( 77 ) se diferenciaba en que sus miembros así como el público estaban disfrazados de payasos. La mezcla de rap con una música metal acerca el estilo del Hardcore/Crossover pero el grupo se define como un grupo de ClownCore.
La suma de un ambiente de circo, es una imagen sobre la cual el grupo descansa totalmente. Un ambiente apoyado por de los samples extraídos de películas de horror o de efectos sonoros típicos de circo, y todo dirigido por payasos maléficos que suben su propio ejército de payasos (les Clowns Soldiers).
Después de un maxi, Bawdy Festival saca el primer álbum "Tri Nox Samoni - Into The Weird Side" que es en realidad un live DVD CD, lo que va a contra-corriente del orden cronológico de la mayoría de los demás grupos.
El grupo se separa el 25 de agosto de 2010, debido a discrepancias personales entre Teddy DKC y los demás miembros del grupo. 
Teddy DKC inicia una colaboración con el cantante australiano Kid Crusher mientras que los demás miembros del grupo trabajan sobre de numeroso nuevos proyectos, deciden de reunirse (Stupid, Joko, Bungy y N-DMC) y fundan un nuevo grupo : los "Dirty Bastarz" . Este grupo compondrá : Bungy, Jo Ko, Stupid, N-DMC, Tony Masta (Ex- Batidora de Bawdy Festival ) y otras personalidades quedan a confirmar.
Bungy afirmará en lo sucesivo que este grupo no será  la continuación de Bawdy Festival.

## Miembros
El grupo se compone de :
- Teddy DKC – Cantos
- Bungy Bingo Fucka – guitarra
- Stupid Payaso - bajo
- N-DMC TECLADOS
- Joko – batería

## Discografía
- Back in da Wood (EP - 2005)
- Into The Weird Side (CD DVD Live - 2009)

1. Into The Weird Side (Live)
2. Bawdy Mother Fucker (Live)
3. Freak Side (Live)
4. D.O.TIENE.K. (Live)
5. Crossroad (Live)
6. Get Clowned Remix (Live)
7. Fashion Metal (Live)
8. Shake Tu Boulimie (Live)
9. Back In Da Wood (Live)
10. HxClown (Live)
11. Payaso Soldier (Live)
12. Boogalion' Mafia (Live)
13. Where Is MY Ball!? (Live)
14. Bata En El Culo (Live, Bonus Track)